# József Sákovics
József Sákovics (* 26. Juli 1927 in Budapest; † 2. Januar 2009 ebenda) war ein ungarischer Fechter, der mit der Florett-Equipe zwei olympische Bronzemedaillen und mit der Degen-Equipe eine olympische Silbermedaille gewann.

## Karriere
Bei den Olympischen Spielen 1952 in Helsinki erfocht die ungarische Equipe mit Tibor Berczelly, Aladár Gerevich, Lajos Maszlay, Endre Palócz, József Sákovics und Endre Tilli die Bronzemedaille hinter Franzosen und Italienern. Im Degen-Einzel und mit dem Degen-Team belegte Sákovics den fünften Platz. Bei den Fechtweltmeisterschaften 1953 gewann Sákovics mit der Florett-Equipe Bronze hinter Frankreich und Italien. Im Degeneinzel gewann er die Goldmedaille vor seinem Landsmann Barnabás Berzsenyi. 1955 in Rom erfocht die ungarische Degen-Equipe die Bronzemedaille hinter Italienern und Franzosen.
Bei den Olympischen Spielen 1956 in Melbourne erhielt die ungarische Florett-Equipe mit Mihály Fülöp, József Gyuricza, József Marosi, József Sákovics, Lajos Somodi und Endre Tilli die Bronzemedaille hinter Italienern und Franzosen. Im Degen-Einzel schied Sákovics vorzeitig aus, die Equipe mit Lajos Balthazár, Barnabás Berzsenyi, József Marosi, Ambrus Nagy, Béla Rerrich und József Sákovics gewann die Silbermedaille hinter den Italienern. Nach den Olympischen Spielen setzte sich Sákovics zusammen mit seiner Frau Lídia Dömölky-Sákovics in den Vereinigten Staaten von der ungarischen Mannschaft ab, beide kehrten aber 1957 nach Ungarn und in die Fechtnationalmannschaft zurück. Bei den Fechtweltmeisterschaften 1959 in Budapest gewann sie mit der Florett-Equipe und er mit der Degen-Equipe den Weltmeistertitel, wobei außer Sákovics Árpád Bárány, Tamás Gábor und István Kausz zur Equipe gehörten.
Bei den Olympischen Spielen 1960 in Rom belegte Sákovics dreimal den vierten Platz. Die Florett-Equipe verlor den Kampf um Bronze gegen die deutsche Equipe. Die Degen-Equipe unterlag den sowjetischen Fechtern und im Degen-Einzel siegte im Stechen der sowjetische Fechter Bruno Habārovs. Bei den Fechtweltmeisterschaften 1962 gewann Sákovics mit der Florett-Equipe die Silbermedaille hinter der sowjetischen Equipe, es war seine letzte internationale Medaille.
Er war verheiratet mit Lídia Dömölky-Sákovics.